# 사이쿄마루
사이쿄마루(西京丸)는 일본 상선의 이름 중 하나로 다음을 가리킨다.
1. 일본우선 소속으로 청일 전쟁 시기에 활약한 화객선
2. 히노데기선(日之出汽船)의 1,291톤의 화물선으로 특설 포함으로 활동했다. 1942년 6월 28일에 미국 잠수함 스팅(USS Stingray, SS-186)의 포격으로 침몰했다.

이글에서는 전자를 중점적으로 설명하며, 톤 수만 표시한 선박은 일본우편 소속의 선박이다.

## 개요

### 준공
1885년 치열한 경쟁을 벌였던 우편 기선으로 미쓰비시 회사와 공동 운수 회사가 합병하여 일본우선이 설립되었다. 새로운 회사였지만, 선대의 멤버는 이전 회사 2개사에서 그대로 계승했고, 노후 선박이 다수를 차지했고, 범선도 11척이 포함되어 있었다. 우선이 먼저 한 것은 이러한 잡다한 선대를 정리하고 새로 만든 배를 도입하여 선박의 질을 개선하는 것이었다. 사이쿄마루는 우선 창립 후 가장 먼저 만들어진 배로 영국 글래스고의 런던 & 글래스고 조선소에서 건조되었다. 사이쿄마루는 1888년 6월에 완성된 후 일본으로 출발하여 같은 해 8월에 도착했고, 상하이 항로를 취항했다. 뒷 방향으로 약간 경사진 돛대와 굴뚝을 가지고 있으며 선교 타워에서 선미로 이어진 걸어다닐 수 있는 갑판이 설치되어 있고, 그 아래에 일등 선실이나 살롱 등이 마련되어 있었다.
1894년 3월 27일, 김옥균도 사이쿄마루를 타고 상하이에 입항한다. 그리고 다음날 상하이가 그의 무덤이 되었다.

### 1884년 황해 해전
1894년 7월 25일 풍도 해전으로 사실상 청일 전쟁이 막을 올렸다. 사이쿄마루는 개전 직후 일본 해군에 징용되어 순양함 대용으로 개조되었다. 무장을 갖추고 9월 2일 사세보를 출격하여, 다음 날 3일 근거지에 도착했다. 9월 6일, 군령부장 가바야마 스케노리가 막료 5명을 거느리고 사이쿄마루에 승함했다. 사이쿄마루는 전황 시찰의 목적으로 연합 함대 부속으로 함대와 함께 9월 16일에 출격했다.
다음날 17일 낮 무렵 연합 함대는 서해 해상, 해양도 부근에서 청나라 북양 함대를 발견했다. 이것이 황해 해전의 시작이었다. 함대 발견과 동시에 연합 함대 사령장관 이토 스케유키는 사이쿄마루와 아카기에게 전투를 피하도록 신호를 보냈다. 그러나 신호에 따라 전투를 피했다고 생각했던 이 전투 자체가 심해지면서 어느덧 적전 고립의 형태가 되었다. 이때까지 상갑판 1발을 피탄당해 선실을 관통했지만, 다행히 전사자는 나오지 않았다. 첫 번째 위기가 넘긴 직후 이번에는 북양 함대 기함 정원과 진원, 래원 3척이 사이쿄마루를 공격을 했다. 정원이나 진원 중 하나가 발사한 30.5cm 포탄이 명중했고, 살롱과 기관실, 스팀 파이프를 파괴했다. 스팀 파이프의 파괴로 임시 조향이 어려워졌지만, 인력 장비로 전환하여 두 번째 위기를 극복했다. 이어 수로 부근에 피탄을 당해 침수가 시작되었지만, 이 침수는 시멘트로 피탄 지점을 굳히고 막았다.
정원은 다음 공격을 견뎌낸 것도 잠시, 전방에서 신종 ‘평원’과 ‘광병’이 어뢰정과 함께 덮쳐왔다. 사이쿄마루는 예비포로 어뢰정을 제거하고 ‘평원’과 ‘광병’에 대한 공격을 가했다. 두 함은 별다른 반격도 하지 않고 떠났다. 계속되는 청나라 어뢰정 복용(福龍)이 사이쿄마루 앞에 접근했다. 복용은 사이쿄마루에 500m의 떨어진 거리에서 첫 번째 공격을 감행했다. 그러나 이것은 사이쿄마루의 좌현을 스쳐 지나쳤다. 사이쿄마루는 예비포로 반격을 시도했지만, 불행하게도 고장이 발생하여 반격을 할 수 없었다. 복용은 사이쿄마루가 반격할 수 없는 기회를 놓치지 않고, 불과 40m까지 접근해 어뢰를 발사하여 두 번째 공격을 감행했다. 하지만 거리가 너무 가까웠기 때문에 어뢰는 사이쿄마루 밑을 통과하여 반대쪽으로 지나갔다. 사이쿄마루는 12발이 피탄되었지만, 전사자는 단 1명이었다. 사이쿄마루는 ‘방향타 고장’ 신호를 보내고 전장을 이탈했다.
황해 해전 이후 사이쿄마루는 수리를 하여 계속 징용 선박으로 임무에 투입되었다. 1895년 5월 8일 이후 대만 침공에도 참여했다. 한창인 10월 28일에 대만 정벌 근위 사단장 기타시라가와 요시히사 친왕이 타이난에서 사망했다. 사이쿄마루는 요시히사 친왕의 시신을 안평에서 일본으로 운반했다. 이 때 겉으로는 ‘요시히사 친왕이 질병으로 귀경한다’라고 내세웠다. 전쟁이 끝난 후 사이쿄마루는 징용에서 해제되었다.

## 이후
상하이 항로에 복귀한 사이쿄마루는 매우 인기가 있었다. 황해 해전에서의 분전이 대대적으로 보도되어 일부러 사이쿄마루의 선편을 기다리는 승객이 나올 정도의 인기였다. 1903년 사이쿄마루는 코사이마루(弘済丸, 2,627톤)로 대체하고 상하이 항로에서 철수했다. 1904년 러일 전쟁에서 동형 선박 고베마루(神戸丸, 2,901톤)와 함께 병원선으로 활동했다. 제1차 세계 대전 이후는 칭다오 항로로 전환했고, 1921년 5월 7일에 구리바야시 상선(栗林商船)에 매각되어 상하이, 다롄 항로에 취항했다. 이후에는 노후화가 진행되어 은퇴시키고, 1927년 여름에 오사카 시리나시가와(尻無川)에서 해체되었다.

## 연표
- 1888년 6월 : 런던 & 글래스고 조선소에서 준공
- 1888년 8월 : 일본 도착. 상하이 항로에 취항
- 1894년 8월 : 청일 전쟁 시작으로 해군에 징용
- 1894년 9월 17일 황해 해전에 참가. 손상을 입음
- 1895년 : 대만 침공에 징발
- 1895년 10월 29일 : 기타시라가와 요시히사 왕자의 영구 수송
- 1903년 4월 23일 : 상하이 항로에서 철수
- 1904년 : 러일 전쟁에서 해군에 징용. 병원선으로 활동
- 1913년경 : 칭다오 항로에 취항
- 1921년 5월 7일 : 구리바야시 상선에 매각. 상하이, 다롄 항로에 취항
- 1927년 여름 오사카 시리나시가와에서 해체